# Komiprisen
Der Komiprisen war ein norwegischer Comedy-Preis, der von 2001 bis 2017 jährlich verliehen wurde. Die Verleihung des Preises wurde vom norwegischen Rundfunk Norsk rikskringkasting (NRK) veranstaltet.

## Geschichte
Im Jahr 2016 fand die Verleihung erstmals in der westnorwegischen Stadt Bergen statt und bildete den Abschluss des Comedy-Festivals Humorfest. Zugleich wurde die Verleihung vom Sommer in den Frühling verschoben. Zuvor war der Preis in Oslo verliehen worden. Im Jahr 2017 wurde die Sendung erstmals nicht mehr im Fernsehen übertragen. Für die Verleihung wurden schließlich die Fernsehpreise gestrichen und nur Preise für Bühnenauftritte ausgeteilt. Seitdem gab es keine weiteren Veranstaltungen mehr. Zwischen 2010 und 2015 hatte die Sendung eine halbe Million Zuschauer verloren.
Alle Preise bis auf den Publikumspreis wurden von einer Jury bestimmt. Die meisten Preise gewann der Comedian Dagfinn Lyngbø sowie die Sendung Nytt på nytt.

## Gewinner
2001
- Künstlerin/Revue und Comedy: Hege Schøyen
- Künstler/Revue und Comedy: Otto Jespersen
- Standup-Künstler: Dagfinn Lyngbø
- Bestes Ensemble: Kvinner på randen
- Beste Vorstellung: Lompelandslaget legger lista litt lavere
- Beste Figur: Arthur Arntzen als Oluf
- Freudenpreis: Berlevåg Mannsangforening
- Ehrenpreis: Aud Schønemann

2002
- Künstlerin/Revue und Comedy: Siw Anita Andersen
- Künstler/Revue und Comedy: Robert Stoltenberg
- Standup-Künstler: Sturla Berg-Johansen
- Newcomerin des Jahres: Lisa Tønne
- Beste Vorstellung: Lompelandslaget legger lista litt lavere
- Beste Figur: Espen Eckbo als Asbjørn in Nissene på låven
- Fachpreis: Tore Ryen
- Ehrenpreis: Arve Opsahl

2003
- Künstlerin/Revue und Comedy: Anne Marit Jacobsen
- Künstler/Revue und Comedy: Dagfinn Lyngbø
- Standup-Künstlerin: Anne-Kat. Hærland
- Newcomerin des Jahres: Pernille Sørensen
- Beste Bühnenvorstellung: I blanke messingen
- Beste Vorstellung in TV/Film: Nytt på nytt
- Fachpreis: Runar Borge
- Ehrenpreis: Rolv Wesenlund

2004
- Künstlerin/Revue und Comedy: Ingrid Bjørnov
- Künstler/Revue und Comedy: Dennis Storhøi
- Standup-Künstler: Atle Antonsen
- Newcomer des Jahres: Gustav Nilsen
- Beste Bühnenvorstellung: Klassisk Hærverk
- Beste Vorstellung in TV/Film: Nytt på nytt
- Fachpreis: Alice Sommer und Anne Bjørstad
- Publikumspreis: Team Antonsen
- Ehrenpreis: Grethe Kausland

2005
- Künstlerin/Revue und Comedy: Lisa Tønne
- Künstler/Revue und Comedy: Rune Andersen
- Standup-Künstler: Dagfinn Lyngbø
- Newcomer des Jahres: Raske Menn
- Beste Bühnenvorstellung: Hurra for Andersen
- Beste Vorstellung in TV/Film: Nytt på nytt
- Publikumspreis: Melonas
- Ehrenpreis: Harald Heide-Steen junior

2006
- Künstlerin/Revue und Comedy: Linn Skåber
- Künstler/Revue und Comedy: Anders Bye
- Standup-Künstlerin: Anne-Kat. Hærland
- Newcomer des Jahres: Nordic Tenors
- Beste Bühnenvorstellung: Bye & Rønning prøver keiserens nye klær
- Beste Vorstellung in TV/Film: Nytt på nytt
- Fachpreis: Pål Mangor Kvammen
- Publikumspreis: Nytt på nytt
- Ehrenpreis: Dizzie Tunes

2007
- Künstlerin/Revue und Comedy: Marit Voldsæter
- Künstler/Revue und Comedy: Atle Antonsen
- Standup-Künstler: Christer Torjussen
- Newcomer des Jahres: Dag Sørås
- Beste Bühnenvorstellung: Med ræven i fatle!
- Beste Vorstellung in TV/Film: Løvebakken
- Fachpreis: Else Michelet
- Publikumspreis: Nytt på nytt
- Ehrenpreis: Trond Kirkvaag, Knut Lystad und Lars Mjøen

2008
- Künstlerin/Revue und Comedy: Ingrid Bjørnov
- Künstler/Revue und Comedy: Atle Antonsen
- Standup-Künstler: Dagfinn Lyngbø
- Newcomer des Jahres: Morten Ramm
- Beste Bühnenvorstellung: Til Elise
- Beste Vorstellung in TV/Film: Uti vår hage 2
- Fachpreis: Trond Hansen
- Publikumspreis: Dagfinn Lyngbø
- Ehrenpreis: Elsa Lystad

2009
- Künstlerin/Revue und Comedy: Kjersti Holmen
- Künstler/Revue und Comedy: Ingar Helge Gilme
- Standup-Künstlerin: Anne-Kat. Hærland
- Newcomerin des Jahres: Charlotte Frogner
- Bühnenvorstellung: Evig Ung, Det Norske Teatret
- TV-Produktion des Jahres: En god nummer to
- Nummer des Jahres: Enkeltindividets protestvise
- Fachpreis: Vermund Vik
- Publikumspreis: Anders Bye
- Ehrenpreis: Jon Skolmen

2010
- Künstlerin/Revue und Comedy: Marit Voldsæter
- Künstler/Revue und Comedy: Brede Bøe
- Standup-Künstler: Hans Morten Hansen
- Newcomer des Jahres: Vidar Magnussen
- Bühnenvorstellung: The Producers
- TV-Produktion des Jahres: Løvebakken
- Nummer des Jahres: Kommunikasjonsriver’n
- Fachpreis: Rune Dahl Bjørnsen
- Publikumspreis: Raske menn
- Ehrenpreis: Øystein Sunde

2011
- Künstlerin/Revue und Comedy: Hilde Louise Asbjørnsen
- Künstler/Revue und Comedy: Bjarte Hjelmeland
- Standup-Künstler: Dagfinn Lyngbø
- Newcomer des Jahres: Nils-Ingar Aadne
- Bühnenvorstellung: The Producers
- TV-Produktion des Jahres: Nytt på nytt
- Nummer des Jahres: Job's bok aus der Vorstellung Bye & Rønning redder verden
- Publikumspreis: Lene Kongsvik Johansen

2012
- Künstlerin/Revue und Comedy: Hege Schøyen
- Künstler/Revue und Comedy: Atle Antonsen
- Standup-Künstler: Hans Morten Hansen
- Newcomer des Jahres: Jonas Kinge Bergland
- Bühnenvorstellung: Kjære landsmenn
- TV-Produktion des Jahres: I kveld med Ylvis
- Nummer des Jahres: Kongefamilien aus der Vorstellung Kjære landsmenn
- Fachpreis: Andreas Diesen
- Publikumspreis: Kristian Valen
- Ehrenpreis: Øivind Blunck

2013
- Komikerin/Bühne: Ingrid Bjørnov
- Komiker/Bühne: Dagfinn Lyngbø
- Komikerin/TV: Lene Kongsvik Johansen
- Komiker/TV: Epsen Eckbo
- Newcomer des Jahres: Einar Tørnquist
- Bühnenvorstellung: 2012 Ouverturen
- TV-Produktion des Jahres: Asbjørn Brekke
- Fachpreis: Marianne Steinlein
- Publikumspreis: Lene Kongsvik Johansen
- Ehrenpreis: Hege Schøyen

2014
- Komikerin/Bühne: Henriette Steenstrup
- Komiker/Bühne: Vidar Magnussen
- Komikerin/Bühne: Lene Kongsvik Johansen
- Komiker/Bühne: John Brungot
- Standup-Künstler: Bård Tufte Johansen
- Newcomer des Jahres: Abubakar Hussain
- Beste Bühnenvorstellung: Shockheaded Peter
- TV-Produktion des Jahres: Costa del Kongsvik
- Fachpreis: Autoren von Nytt på nytt
- Publikumspreis: Bjarte Tjøstheim
- Ehrenpreis: Prima Vera

2015
- Komikerin/Bühne: Sigrid Bonde Tusvik
- Komiker/Bühne: Jan Martin Johnsen
- Komikerin/TV: Ine Jansen
- Komiker/TV: Martin Beyer-Olsen
- Standup-Künstler: Johan Golden
- Newcomer des Jahres: Kevin Vågenes
- Bühnenvorstellung: Kalvø, Are Kalvø
- TV-Produktion des Jahres: Karl Johan
- Fachpreis: Arvid Ones
- Publikumspreis: Sigrid Bonde Tusvik & Lisa Tønne

2016
- Komiker/Bühne: Hilde Louise Asbjørnsen
- Komiker/Bühne: Bjarte Hjelmeland
- Komikerin/TV: Ine Jansen
- Komiker/TV: Trond Fausa Aurvåg
- Standup-Künstler: Dag Sørås
- Newcomer des Jahres: Christian Mikkelsen
- Beste Bühnenvorstellung: Halve Kongeriktet, Det Norske Teatret
- Comedy-Programm des Jahres: I kveld med Ylvis
- Humormoment des Jahres: Harald Rønneberg og Truls Svendsen leser nyheter
- Publikumspreis: Pernille Sørensen

2017
- Komikerin/Bühne: Christine Hope
- Komiker/Bühne: Olve Løseth
- Standup-Künstler: Jonas Kinge Bergeland
- Newcomer des Jahres: Fredrik Høyer
- Beste Vorstellung: Juleevangeliet – The smash hit musical!